# Morti nel 2006/Agosto
| Questa pagina contiene informazioni ricavate automaticamente dalle voci biografiche con l'ausilio del template Bio e di un bot. L'aggiornamento è periodico e automatico e ricostruisce completamente la pagina. Se manca una persona in questa lista, sei pregato di non aggiungerla, ma accertati piuttosto che la sua voce biografica contenga il template Bio e che i dati anagrafici siano correttamente compilati. Se il template Bio manca, inseriscilo tu stesso o, in alternativa, metti l'avviso {{tmp\|Bio}} che ne segnala la mancanza. Se i dati riportati sono sbagliati, correggi direttamente la voce biografica; le modifiche saranno visibili in questa lista entro pochi giorni. Per chiarimenti vedi il progetto biografie. La lista contiene solo le 165 persone che sono citate nell'enciclopedia e per le quali è stato implementato correttamente il template Bio. Pagina aggiornata al 26 giu 2025. |

- 1º agosto - Ramchandra Balaram Parab, calciatore indiano (n. 1922)
- 1º agosto - Nives Dei Rossi, sciatrice alpina italiana (n. 1909)
- 1º agosto - Iris Marion Young, filosofa e attivista statunitense (n. 1949)
- 1º agosto - Jason Rhoades, artista statunitense (n. 1965)
- 1º agosto - Henry Rivas, chitarrista colombiano (n. 1947)
- 1º agosto - Ferenc Szusza, calciatore e allenatore di calcio ungherese (n. 1923)
- 1º agosto - Stjepko Težak, linguista croato (n. 1926)
- 1º agosto - Johannes Willebrands, cardinale e arcivescovo cattolico olandese (n. 1909)
- 2 agosto - Tranquillo Giustina, scrittore e poeta italiano (n. 1929)
- 2 agosto - Ken Hahn, pallanuotista statunitense (n. 1928)
- 2 agosto - Audrey Lindvall, modella statunitense (n. 1982)
- 2 agosto - Kim McLagan, modella britannica (n. 1948)
- 2 agosto - Rolando Mignani, artista e poeta italiano (n. 1937)
- 3 agosto - Richard Barrett, cantante, cantautore e produttore discografico statunitense (n. 1933)
- 3 agosto - Rosendo Hernández, calciatore spagnolo (n. 1921)
- 3 agosto - Arthur Lee, cantante e chitarrista statunitense (n. 1945)
- 3 agosto - Giuseppe Marton, politico italiano (n. 1933)
- 3 agosto - Roy Pugh, cestista e allenatore di pallacanestro statunitense (n. 1922)
- 3 agosto - Ken Richmond, lottatore britannico (n. 1926)
- 3 agosto - Elisabeth Schwarzkopf, soprano tedesco (n. 1915)
- 3 agosto - Francisco Javier Toledo, calciatore honduregno (n. 1959)
- 4 agosto - John Locke, tastierista statunitense (n. 1943)
- 4 agosto - Alberto Stefani, politico svizzero (n. 1918)
- 4 agosto - Hans-Rudolf Wiedemann, pediatra e scrittore tedesco (n. 1915)
- 5 agosto - Romolo Garroni, direttore della fotografia italiano (n. 1915)
- 5 agosto - Aron Jakovlevič Gurevič, storico russo (n. 1924)
- 5 agosto - Iain Macmillan, fotografo scozzese (n. 1938)
- 5 agosto - Hugo Schiltz, politico e avvocato belga (n. 1927)
- 6 agosto - Fabrizio Moroni, attore italiano (n. 1943)
- 6 agosto - Fernand Rossius, cestista e dirigente sportivo belga (n. 1922)
- 6 agosto - Daniel Schmid, regista svizzero (n. 1941)
- 6 agosto - Hirotaka Suzuoki, doppiatore giapponese (n. 1950)
- 8 agosto - John Anderson, allenatore di calcio e calciatore inglese (n. 1921)
- 8 agosto - Duke Jordan, pianista e compositore statunitense (n. 1922)
- 8 agosto - Jean Vodaine, editore, scrittore e tipografo sloveno (n. 1921)
- 8 agosto - Dino Restelli, giocatore di baseball statunitense (n. 1924)
- 8 agosto - Nikolaj Šin, pittore uzbeko (n. 1928)
- 9 agosto - James Van Allen, fisico statunitense (n. 1914)
- 9 agosto - Mario Baldini, politico italiano (n. 1913)
- 9 agosto - Diana Bandini Rogliani, italiana (n. 1915)
- 9 agosto - Gianfranco Bellini, attore, doppiatore e direttore del doppiaggio italiano (n. 1924)
- 9 agosto - Günter Busch, calciatore tedesco orientale (n. 1930)
- 9 agosto - Carla Cipriani, sceneggiatrice italiana (n. 1930)
- 9 agosto - Jenny Gröllmann, attrice tedesca (n. 1947)
- 9 agosto - Melissa Hayden, ballerina canadese (n. 1923)
- 10 agosto - Milly Corinaldi, attrice italiana (n. 1923)
- 10 agosto - Brenno Fiumali, illustratore, grafico e fumettista italiano (n. 1933)
- 10 agosto - Angelo Frammartino, pacifista italiano (n. 1982)
- 10 agosto - Guido Settembrino, allenatore di calcio italiano (n. 1945)
- 10 agosto - Reinhold Steinhilb, ciclista su strada e pistard tedesco (n. 1926)
- 10 agosto - Irving São Paulo, attore e musicista brasiliano (n. 1964)
- 10 agosto - Piero Zuffi, scenografo italiano (n. 1919)
- 11 agosto - Giacinto Auriti, giurista e saggista italiano (n. 1923)
- 11 agosto - Paolo Calafiore, pittore, scultore e scrittore italiano (n. 1928)
- 11 agosto - Mike Douglas, cantante e attore statunitense (n. 1925)
- 11 agosto - Mazisi Kunene, scrittore e poeta sudafricano (n. 1930)
- 11 agosto - Hina Saleem, pakistana (n. 1985)
- 12 agosto - Giuliano Dell'Antonio, militare e partigiano italiano (n. 1912)
- 12 agosto - Antônio Batista Fragoso, vescovo cattolico e teologo brasiliano (n. 1920)
- 12 agosto - Victoria Gray Adams, attivista statunitense (n. 1926)
- 12 agosto - Renzo Magnanini, pittore e scultore italiano (n. 1920)
- 12 agosto - Magdalo Mussio, artista e grafico italiano (n. 1925)
- 12 agosto - Marianne Picard, storica francese (n. 1929)
- 12 agosto - Georgi Rajkov, lottatore bulgaro (n. 1953)
- 12 agosto - Åke Stenqvist, lunghista e velocista svedese (n. 1914)
- 13 agosto - Agostino Barbieri, pittore, scultore e scrittore italiano (n. 1915)
- 13 agosto - Tony Jay, attore e doppiatore britannico (n. 1933)
- 13 agosto - Jon Nödtveidt, cantautore e chitarrista svedese (n. 1975)
- 13 agosto - Payao Poontarat, pugile thailandese (n. 1956)
- 14 agosto - Adriaan de Groot, scacchista e psicologo olandese (n. 1914)
- 14 agosto - Bruno Kirby, attore statunitense (n. 1949)
- 14 agosto - Rubén Marcos, calciatore cileno (n. 1942)
- 15 agosto - Rudi Stern, artista e gallerista statunitense (n. 1936)
- 15 agosto - Te Atairangikaahu, regina neozelandese (n. 1931)
- 15 agosto - Faas Wilkes, calciatore olandese (n. 1923)
- 16 agosto - Umberto Baldini, storico dell'arte italiano (n. 1921)
- 16 agosto - Paolo Boringhieri, editore italiano (n. 1921)
- 16 agosto - Al Masino, cestista statunitense (n. 1928)
- 16 agosto - Tullio Rochlitzer, cestista e allenatore di pallacanestro italiano (n. 1926)
- 16 agosto - Szymon Srebrnik, superstite dell'Olocausto polacco (n. 1930)
- 16 agosto - Alfredo Stroessner, politico e generale paraguaiano (n. 1912)
- 16 agosto - Alan Vint, attore statunitense (n. 1944)
- 16 agosto - William Wasson, presbitero e avvocato statunitense (n. 1923)
- 17 agosto - Joan Dalmau, cestista spagnolo (n. 1924)
- 17 agosto - Vernon Ingram, biologo statunitense (n. 1924)
- 17 agosto - Arturo Maffei, lunghista e calciatore italiano (n. 1909)
- 17 agosto - Ivica Pajer, attore croato (n. 1934)
- 17 agosto - Bernard Rapp, regista francese (n. 1945)
- 17 agosto - Maureen Kennedy Salaman, scrittrice statunitense (n. 1936)
- 17 agosto - Bob Wilson, calciatore inglese (n. 1928)
- 19 agosto - Joyce Blair, attrice, ballerina e cantante britannica (n. 1932)
- 19 agosto - Vincent Borg Bonaci, calciatore maltese (n. 1943)
- 19 agosto - Miguel Brugueras, politico e diplomatico cubano (n. 1939)
- 19 agosto - Óscar Míguez, calciatore uruguaiano (n. 1927)
- 19 agosto - Chuck Shanklin, cestista statunitense (n. 1921)
- 19 agosto - Radhey Shyam, cestista indiano (n. 1953)
- 19 agosto - Merv Wood, canottiere australiano (n. 1917)
- 20 agosto - Pipolo, sceneggiatore e regista italiano (n. 1933)
- 20 agosto - Joe Rosenthal, fotografo statunitense (n. 1911)
- 21 agosto - Klaus Höhne, attore e doppiatore tedesco (n. 1927)
- 21 agosto - Martin Löb, matematico e logico tedesco (n. 1921)
- 21 agosto - Mario Sebastián, pallanuotista argentino (n. 1926)
- 22 agosto - José Parodi, calciatore e allenatore di calcio paraguaiano (n. 1932)
- 23 agosto - Lucio De Santis, attore e produttore cinematografico italiano (n. 1922)
- 23 agosto - Maynard Ferguson, trombettista e compositore canadese (n. 1928)
- 23 agosto - Pier Giorgio Gallotti, politico e medico italiano (n. 1944)
- 23 agosto - Emilio Legnani, militare italiano (n. 1918)
- 23 agosto - Ignazio Manunza, politico italiano (n. 1940)
- 23 agosto - Francisco Peralta y Ballabriga, vescovo cattolico spagnolo (n. 1911)
- 23 agosto - Wolfgang Přiklopil, criminale austriaco (n. 1962)
- 23 agosto - David Schnaufer, musicista statunitense (n. 1952)
- 23 agosto - Marie Tharp, geologa e oceanografa statunitense (n. 1920)
- 23 agosto - Ed Warren, scrittore statunitense (n. 1926)
- 24 agosto - Cesare Magarotto, giornalista e filantropo italiano (n. 1917)
- 24 agosto - Rocco Petrone, ingegnere e ufficiale statunitense (n. 1926)
- 24 agosto - Léopold Simoneau, tenore canadese (n. 1916)
- 24 agosto - James Tenney, compositore e teorico della musica statunitense (n. 1934)
- 25 agosto - John Blankenstein, arbitro di calcio olandese (n. 1949)
- 25 agosto - Noor Hassanali, politico trinidadiano (n. 1918)
- 25 agosto - Tejmuraz Kakulija, tennista sovietico (n. 1947)
- 25 agosto - Silva Kaputikian, scrittrice e poetessa armena (n. 1919)
- 25 agosto - Nina Maksimova, cestista e allenatrice di pallacanestro sovietica (n. 1924)
- 25 agosto - Paola Mazzali, cestista italiana (n. 1974)
- 25 agosto - Kiril Rakarov, calciatore bulgaro (n. 1932)
- 25 agosto - Ann Richards, attrice australiana (n. 1917)
- 25 agosto - Joseph Stefano, sceneggiatore, compositore e produttore televisivo statunitense (n. 1922)
- 26 agosto - Rainer Barzel, politico tedesco (n. 1924)
- 26 agosto - Bob Bray, pallanuotista statunitense (n. 1919)
- 26 agosto - William Garnett, fotografo statunitense (n. 1916)
- 26 agosto - Jevhen Kučerevs'kyj, allenatore di calcio e calciatore sovietico (n. 1941)
- 26 agosto - Marie-Dominique Philippe, teologo e filosofo francese (n. 1912)
- 26 agosto - América Scarfò, anarchica argentina (n. 1913)
- 26 agosto - Vladimir Tretchikoff, pittore russo (n. 1913)
- 27 agosto - Moreno Bambi, dirigente d'azienda e politico italiano (n. 1934)
- 27 agosto - Lisimaco Casarosa, veterinario italiano (n. 1920)
- 27 agosto - Linda Tee Cutchin, fotografa, critica d'arte e scrittrice statunitense (n. 1943)
- 27 agosto - Jon Dough, attore pornografico statunitense (n. 1962)
- 27 agosto - María Capovilla, supercentenaria ecuadoriana (n. 1889)
- 27 agosto - Luciano Pedro Mendes de Almeida, arcivescovo cattolico e gesuita brasiliano (n. 1930)
- 27 agosto - Hrishikesh Mukherjee, regista indiano (n. 1922)
- 27 agosto - Alfred Maria Oburu Asue, vescovo cattolico equatoguineano (n. 1947)
- 27 agosto - Jesse Pintado, chitarrista messicano (n. 1969)
- 27 agosto - Claudio Vellani, calciatore italiano (n. 1944)
- 28 agosto - Pietro Pinna, giornalista, scrittore e politico italiano (n. 1925)
- 28 agosto - Pip Pyle, batterista e compositore inglese (n. 1950)
- 28 agosto - William F. Quinn, politico e avvocato statunitense (n. 1919)
- 28 agosto - Melvin Schwartz, fisico statunitense (n. 1932)
- 29 agosto - Kent Andersson, pilota motociclistico svedese (n. 1942)
- 29 agosto - Oslavio Di Credico, tenore italiano (n. 1937)
- 29 agosto - Toni Fertonani, pittore italiano (n. 1932)
- 29 agosto - Gerald Green, scrittore, giornalista e produttore televisivo statunitense (n. 1922)
- 29 agosto - Lykke Nielsen, attrice e sceneggiatrice danese (n. 1946)
- 29 agosto - Heinz Rall, architetto tedesco (n. 1920)
- 29 agosto - Bill Stewart, attore britannico (n. 1942)
- 30 agosto - Roberto Conti, matematico italiano (n. 1923)
- 30 agosto - Glenn Ford, attore canadese (n. 1916)
- 30 agosto - Nagib Mahfuz, scrittore, giornalista e sceneggiatore egiziano (n. 1911)
- 30 agosto - Joseph Otwori, mezzofondista e maratoneta keniota (n. 1969)
- 31 agosto - Mohamed Abdelwahab, calciatore egiziano (n. 1983)
- 31 agosto - Gigi Cameroni, giocatore di baseball, allenatore di baseball e dirigente sportivo italiano (n. 1932)
- 31 agosto - Navigator Dzinkambani, calciatore malawiano (n. 1974)
- 31 agosto - Ingvar Gärd, calciatore e allenatore di calcio svedese (n. 1921)
- 31 agosto - Pickles Kennedy, cestista e giocatore di baseball statunitense (n. 1938)
- 31 agosto - Mike Magill, pilota automobilistico statunitense (n. 1920)
- 31 agosto - Paolo Montarsolo, basso e attore cinematografico italiano (n. 1925)